# Real Sporting de Gijón 2019-2020
Questa voce raccoglie le informazioni riguardanti il Real Sporting de Gijón nelle competizioni ufficiali della stagione 2019-2020.

## Maglie e sponsor[1]
| Casa | Trasferta | Terza divisa |

Fornitore tecnico: Nike

## Rosa
Rosa aggiornata al 17 settembre 2019.
| N. |                      | Ruolo | Calciatore         |
| -- | -------------------- | ----- | ------------------ |
| 2  | Spagna (bandiera)    | D     | Damián Pérez       |
| 3  | Spagna (bandiera)    | D     | Carlos Cordero     |
| 4  | Spagna (bandiera)    | D     | Marc Valiente      |
| 5  | Spagna (bandiera)    | D     | Borja López        |
| 6  | Martinica (bandiera) | D     | Jean-Sylvain Babin |
| 7  | Spagna (bandiera)    | C     | Aitor García       |
| 8  | Spagna (bandiera)    | C     | Hernán             |
| 9  | Spagna (bandiera)    | A     | Álvaro Vázquez     |
| 10 | Spagna (bandiera)    | C     | Carlos Carmona     |
| 11 | Spagna (bandiera)    | C     | Isma Cerro         |
| 13 | Spagna (bandiera)    | P     | Diego Mariño       |
| 14 | Spagna (bandiera)    | C     | Nacho Méndez       |

| N. |                      | Ruolo | Calciatore                    |
| -- | -------------------- | ----- | ----------------------------- |
| 15 | Spagna (bandiera)    | D     | Francisco Molinero (capitano) |
| 16 | Spagna (bandiera)    | C     | Manu García                   |
| 17 | Spagna (bandiera)    | C     | Unai Medina                   |
| 18 | Spagna (bandiera)    | D     | Javi Fuego                    |
| 19 | Svizzera (bandiera)  | A     | Neftali Manzambi              |
| 20 | Spagna (bandiera)    | C     | Cristian Salvador             |
| 21 | Spagna (bandiera)    | C     | Álvaro Traver                 |
| 22 | Spagna (bandiera)    | C     | Pablo Pérez                   |
| 23 | Serbia (bandiera)    | A     | Uroš Đurđević                 |
| 24 | Spagna (bandiera)    | C     | Pedro Díaz                    |
|    | Argentina (bandiera) | D     | Damián Pérez                  |